# 有賀友利恵
有賀 友利恵（ありが ゆりえ、1月21日 - ）は、日本の女性声優。夫は声優の高梨謙吾。

## 略歴
2022年7月11日、高梨謙吾と結婚したことを報告。

## 人物
趣味・特技は野球観戦、ダンス。

## 出演
太字はメインキャラクター。

### テレビアニメ
- エタニティ 〜深夜の濡恋ちゃんねる♡〜（2020年、成瀬美紅[4]、水森環[4]）
- 黒ギャルになったから親友としてみた。（2021年、謎の女）

### ゲーム
2008年
- ほしがりエンプーサ

2012年
- ダイヤの国のアリス〜Wonderful Wonder World〜

2017年
- クラッシュ・オブ・パンツァー（ジェイミー・ギャビン）
- 地球防衛軍4.1 WINGDIVER THE SHOOTER
- 妖怪百姫たん!（2017年 - 2018年、足洗邸、黄龍）

2018年
- かんぱに☆ガールズ（チナツ・サクヤ）
- サウザンドメモリーズ（奔容の蒸気弩テファ）
- りっく☆じあ〜す（16式機動戦闘車(第3偵察戦闘大隊Ver)、姫路駐屯地 姫路咲希、M103A2 ガンタンク）

2019年
- 23/7 トゥエンティ スリー セブン（セーラ・クルー）

2020年
- 恋する乙女と守護の楯 Re:boot The "SHIELD-9"（穂村有里）- PS4 / Nintendo Switch版

2021年
- 東方ダンマクカグラ（庭渡久侘歌）

### 吹き替え
- 海外アニメ「ボブと魔法のソリ」（ワプシー）
- 海外ドラマ「ワンミシシッピ」シーズン2

### CD
- ラララ！うるめいつ
- 涙は少女のために

### ナレーション
- 「フィンガーナイツクロス」PV

### オーディオブック
- 日本でいちばん心温まるホテルであった奇跡の物語

### ラジオ
- アクターズゲート「B-POI-B」
- みんなおいでよ！萌カル文化祭
- アニキン～スカイツリーレディオ～（スタジオナビゲーター）
- アニキン～サテライトレディオ～（スタジオナビゲーター）
- A&G年越しスペシャル～儀武ゆう子の本気！アニソンキングラブ
- うるめいつのディズニーハロウィーンにつれてって
- 儀武ゆう子の開運年越し大吉ラジオ～アニキンリクエスト～
- ムラカミ記者のアニメ!!パンチ
- うるめいつのうりきれごめん
- みんなおいでよ！A&Gウィンターフェスティバル
- うるめいつのジャックダニエルリンチバーグガーデンへようこそ!

### イベント
- A&Gオールスター（影ナレーション）
- 「アニソンキングキックオフイベント」MC
- アニアモ！×うるめいつ～トーク＆ライブ～
- 姫イド隊ライブ生放送～空～（ゲスト）
- MC 姫イド隊ライブ生放送～海～
- MC 野村證券IRセミナー
- MC たまごっちm!x m!x占い
- タカラトミーアーツ商品展示会スタッフ